# 西部铁路俱乐部
西部铁路俱乐部（Club Ferro Carril Oeste），阿根廷布宜诺斯艾利斯Caballito区的一个体育俱乐部。该俱乐部有众多的体育项目，其中最著名的是足球项目。现在参加阿根廷足球全國聯賽。

## 历史
1904年7月28日，布宜诺斯艾利斯西部铁路的工人创办了本俱乐部，当时称作布宜诺斯艾利斯西部铁路竞技俱乐部(Club Atlético del Ferrocarril Oeste de Buenos Aires) 。该俱乐部得到当时铁路管理方的支持，不久该俱乐部成立了总部及体育设施。1930年代末期，俱乐部脱离铁路公司，更名为“西部铁路俱乐部”

### 1980年代-辉煌年代
1980年代，该俱乐部在阿根廷足球甲级联赛为一支影响力重大的球队，2次夺得阿甲冠军。俱乐部的篮球部也3次夺得阿根廷全国篮球联赛的冠军。

## 荣誉
非职业时期: 
- Copa Bullrich: 2

1912, 1913
- División Intermedia: 1

1912
职业时期:
- 阿甲: 2

1982，1984
- 阿乙: 6

1958, 1963, 1969, 1970, 1978, 2002-03